# Wallemia sebi
Wallemia sebi je xerofilní mikroorganismus, který patří do oddělení stopkovýtrusných hub. Jedná se především o lidský patogen, který se vyskytuje hlavně v potravinách a do lidského organismu vstupuje respiračním a gastrointestinálním systémem.

## Taxonomie
Wallemia sebi patří do třídy Wallemiomycetes, do řádu Wallemiales a do čeledě Wallemiaceae.

## Charakteristika
Rod Wallemia je typický svojí xerotolerancí, halotolerancí (tj. tolerance k NaCl), chaotolerancí (tj. tolerance k MgCl2), velkým rozmezím teplot růstu,  produkcí extracelulárních enzymů a produkcí sekundárních metabolitů. Optimální aktivita vody pro růst Wallemia sebi je 0,97–0,92. Optimálním koncentrace soli pro její růst je 4 % až 12 % (w/v) NaCl a 4 % až 6 % MgCl2. Wallemia sebi však může růst i při 28 % NaCl a 17 % MgCl2.
Na většině kultivačních médií roste velmi omezeně. Nejlépe roste na DG18 (dichloranový 18% glycerolový agar, obsahuje: glukózu, pepton, dihydrogenfosforečnan draselný, síran hořečnatý, dichloran, chloramfenikol a agar).  Kultivace  trvá přibližně 10 dní při 25 °C. Kolonie jsou obvykle sametové a tmavě hnědé. 
Rozmnožuje se především nepohlavně konidiemi a teleomorfa není známa.

## Morfologie
Konidiofory dorůstají do různé délky. Nejčastěji jsou válcovité, hladkostěnné, světle hnědé a široké přibližně 1,5 až 2,5 µm. Směrem nahoru se zužující a pak se opět rozšiřující ve válcovitý verukózní meristém (tzv. plodná hyfa), který se prodlužuje svým růstem v  zóně těsně nad vrcholem konidioforu.  Plodná hyfa se rozdělí do čtyř konidií, které následně postupně dozrávají.  Konidie se vyskytují ve skupinách po čtyřech. Zpočátku jsou krychlové, později se rozpadají a stávají se téměř kulovitými s průměrem 2,5-3,5 µm a jsou světle hnědé a jemně bradavičnaté.

## Výskyt
Wallemia sebi se nejčastěji vyskytuje v potravinách, především v potravinách s nízkou vodní aktivitou jako džemy, marcipán, datle, solené ryby a chléb. Dále se může vyskytovat v půdě, vzduchu a v prachu v domácnostech.

## Patogeneze
Rod Wallemia je důležitý lidský alergen, jelikož může produkovat množství drobných konidií, které jsou ideální pro vzdušné rozptýlení, a mohou se tak dostat do plic hostitelů. Ačkoli Wallemia sebi vyvovává v lidském těle produkci IgE protilátek, jsou spory rodu Wallemia schopné uniknout zánětlivým imunitním reakcím a úspěšně kolonizovat plíce. Opakovaná inhalace spor a konidií z plesnivého sena, slámy nebo obilí může způsobit bronchiální astma nebo hypersenzitivní pneumonitidu, která je známá jako „farmářské plicní onemocnění“. Také může vzácně způsobovat kožní i podkožní infekce.
Wallemia sebi produkuje metabolity wallimidion, walleminol a walleminon. Walleminol má minimální inhibiční dávku 50 μg/ml pro jaterní buňky potkana. Mezi další metabolity Wallemia sebi patří: wallemia A, wallemia C a azasteroid UCA1064-B. Tato sloučenina vykazovala slabou inhibiční aktivitu vůči buňkám Saccharomyces cerevisiae, grampozitivním bakteriím a byla cytotoxická pro HeLa buňky.

### Walleminol A
Tato sloučenina působí toxicky v řadě systémů in vitro, jako jsou savčí buněčné linie (HeLa, BHK), prvoci a garnáti. Dávka působící na tyto systémy je srovnatelná s takovými mykotoxiny, jako je kyselina penicilová a citrinin. Toxin má molekulovou hmotnost 236 a jeho sumární vzorec je C15H24O2. Obsahuje dvě hydroxylové skupiny, čtyři methylové skupiny a v molekule jsou dvě kruhové struktury.
Walleminol  se vyskytuje džemech a koláčích, u kterých bylo prokázáno, že jsou kontaminovány Wallemia sebi. Walleminol je toxický především pro artemie a prvoky Tetrahymena pyriformis.